# Эгломизе

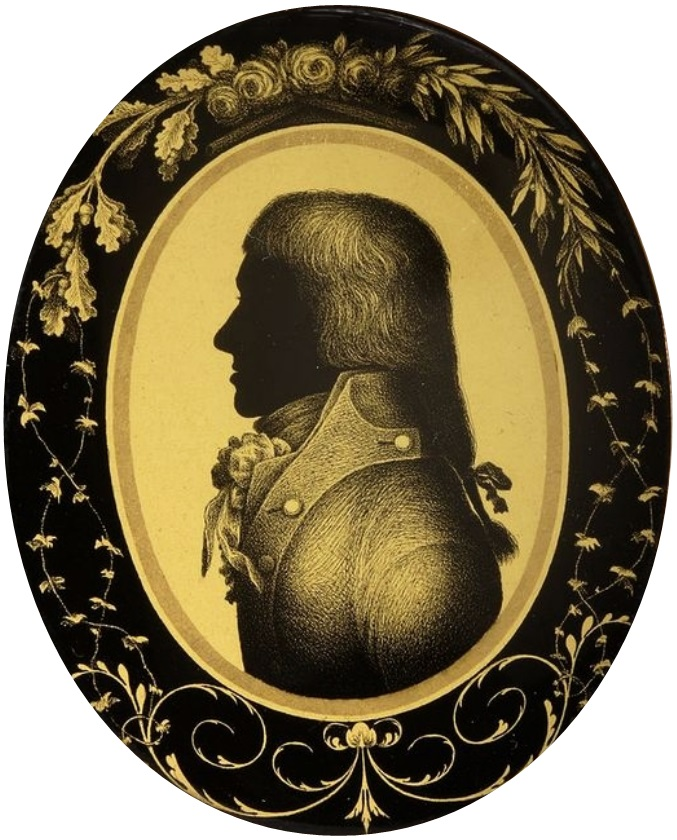
Профиль с инициалами «R R I» (на обороте). Ок. 1800 г. Золотая фольга и чернила на стекле. Национальный музей, Варшава

Эгломизе́ (фр. Verre églomisé — стекло эгломизе) — «способ и техника нанесения декора из металлической фольги на стекло». По фамилии французского рисовальщика, гравёра, антиквара и мастера по изготовлению зеркальных рам Жана-Батиста Гломи́ (1720—1786).

## История
Подобная техника была хорошо известна в стеклоделии стран Ближнего Востока и в Древнем Египте, Сирии, Риме и в Византии. Это так называемое межстеклянное золочение. Изображение, тиснённое или гравированное на золотой фольге помещали в процессе горячего формования между стенок (последовательных наборов слоёв горячей стеклянной массы) изделия. В средневековую Италию эту технику перенесли бежавшие от мусульманского нашествия византийские мастера и она получила название «золотые донца» (итал. fondi d’oro), поскольку чаще этим способом декорировали донца сосудов. Мастера использовали также ажурный золотой рисунок на чёрной подкладке. Особенно ценились выполненные в этой технике кубки с портретными медальонами и заздравными надписями. С 1730-х годов технику межстеклянного золочения успешно применяли богемские мастера.
В эпоху итальянского Возрождения похожий приём использовался мастерами-стеклоделами Венеции в муранском стекле, а также в отделке мебели — стеклянных дверец шкафов, «кабинетов», бюро, крышек шкатулок и табакерок. Немецкий мастер Иоганн Кункель, работавший в Потсдаме во второй половине XVII века, возродил и усовершенствовал технику византийских и венецианских мастеров. В Силезии виртуозом межстеклянного золочения был Иоганн Сигизмунд Менцель (1744—1810), его учеником и последователем был Иоганн Йозеф Мильднер (1764—1808). Он работал в Гутенбрунне и Вене. По-немецки эту технику называли Zwischengoldglasser («промежуточные золочёные стаканы»). Немецкие мастера стали использовать «холодный способ». Они вышлифовывали в донце сосуда, чаще заздравного кубка, например штурцбехера, углубление, в которое закладывали медальон из золотой или серебряной фольги, иногда подкладывая для большей чёткости чёрную бумагу, и заклеивая с оборотной стороны. В рисунке декора использовали хорошо знакомые бюргерам пейзажи их родного города, профильные портреты, гербы владельцев, ландграфов, монограммы. Мильднер подписывал и датировал свои произведения.
Термин «эгломизе» появился в лексиконе французских антикваров во второй половине XVIII века: от имени парижского рисовальщика гравёра, антиквара и мастера по изготовлению картинных и зеркальных рам Жана-Батиста Гломи́ (Jean-Baptiste Glomy,1720—1786). В поисках спроса на свои изделия Гломи придумал украшать рамы зеркал, а затем окантовки эстампов, акварелей и рисунков, из стекла по примеру венецианских мастеров, дополняя их гравировкой и орнаментальными бордюрами, подклеивая с оборотной стороны ажурную золотую или серебряную фольгу. Гломи дополнял фольгу силуэтными рисунками, вырезанными из цветной бумаги и росписью.
В Голландии похожие изделия с видами голландских городов конца XVIII века относят к работе гравёра, подписывавшегося просто «Zeuner». В Англии вставки «эгломизе» в мебель практиковал знаменитый мастер Томас Шератон, именем которого назван классицистический «стиль шератон».
Технику «эгломизе» использовали и в русской мебели рубежа XVIII—XIX веков и, особенно, в период «русского бидермайера» первой трети XIX века. Одно из ранних произведений фирмы «Отт и Гамбс» в Санкт-Петербурге 1790-х годов — бюро чёрного дерева с вставками из стекла и золотой фольги-эгломизе. Затем фирмой Гамбса по заказу великой княгини Марии Фёдоровны был сделан столик красного дерева, «отделанный слоновой костью, золочёной бронзой и расписным стеклом», вероятно, по рисунку архитектора Н. А. Львова. Оба произведения хранятся в музее Павловска. Такие вставки делали в русской мебели и позднее.
В 1930-х годах похожие приёмы использовали в мебели стилей ар-нуво и ар-деко. Знаменитый мастер Эмиль Галле использовал аналогичную технику в своих необычных вазах из стекла. Рене Лалик совместно с Жаном Дюпа применил технику «эгломизе» в оформлении стенных панелей интерьеров океанского лайнера «Нормандия». «Живопись под стеклом» (письмо маслом по оборотной стороне стекла) в 1910-х годах использовали художники-модернисты Василий Кандинский, Пауль Клее, Франц Марк, Габриэле Мюнтер и другие члены объединения «Синий всадник».

## Галерея

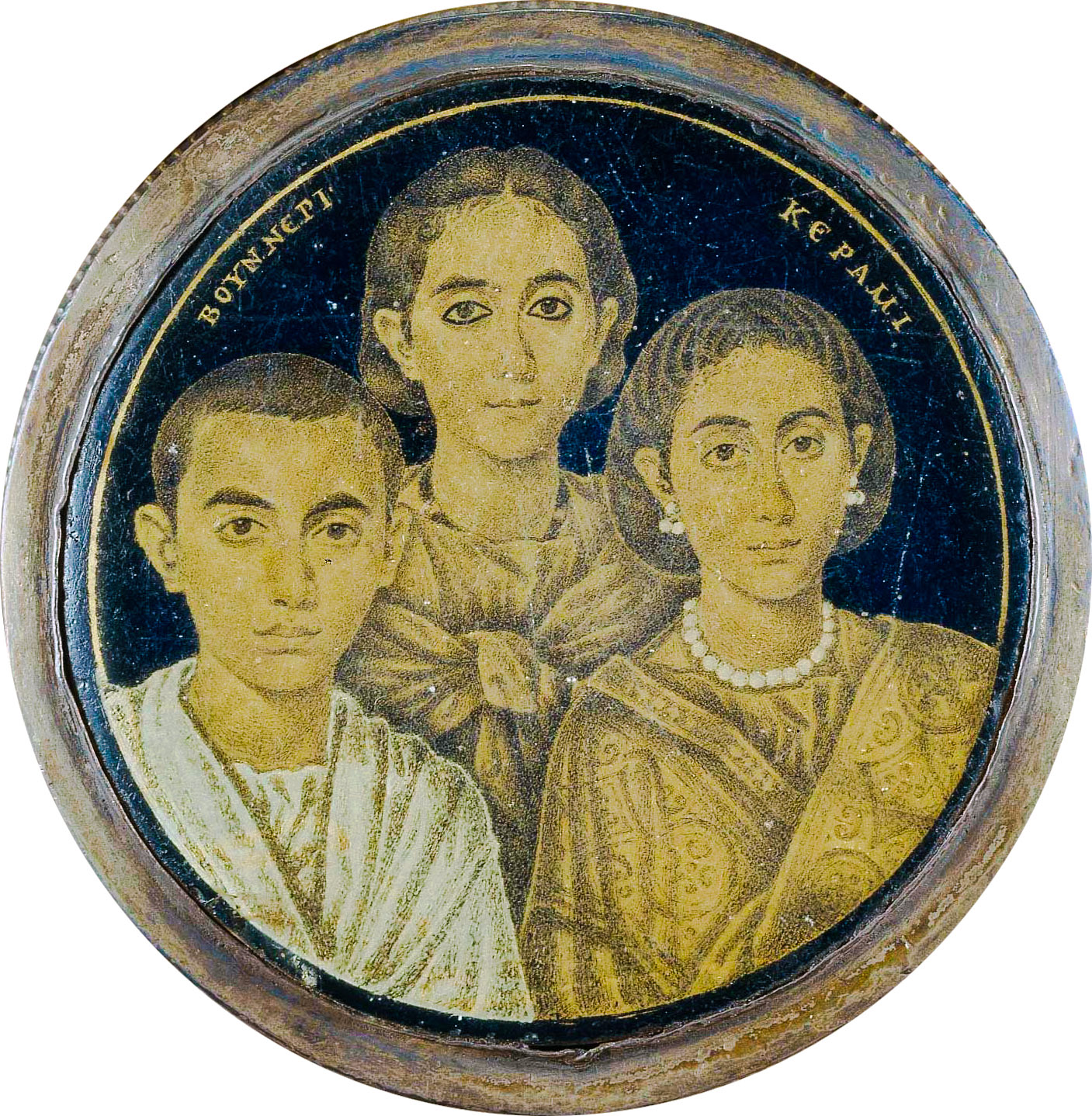
Медальон. Портрет императрицы Галлы Плацидии (справа) с детьми. III в. Межстеклянное золочение. Брешия, Музей
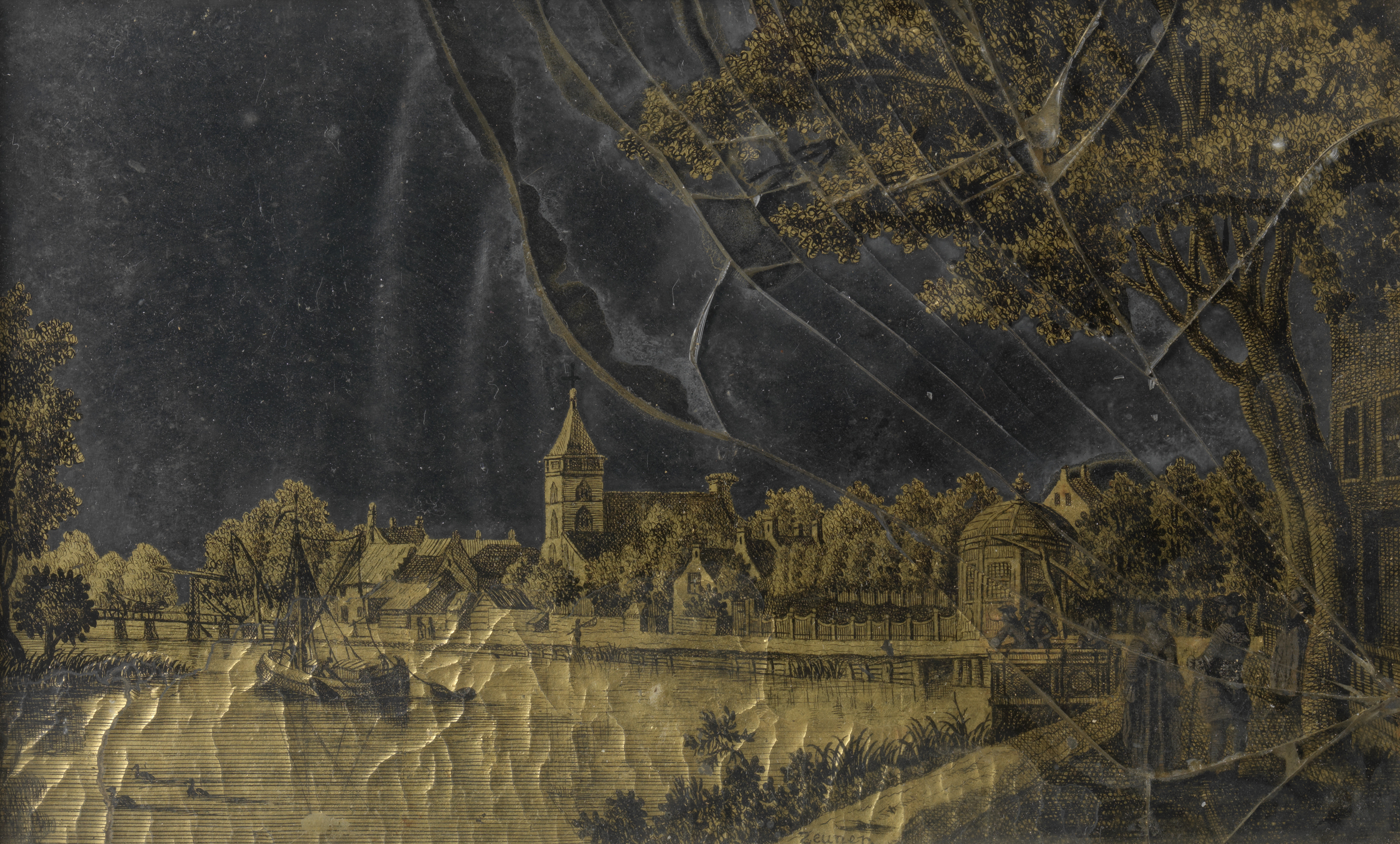
Плакетка. Вид на поселение Вриланд, Голландия. Техника эгломизе. Рейксмюсеум, Амстердам
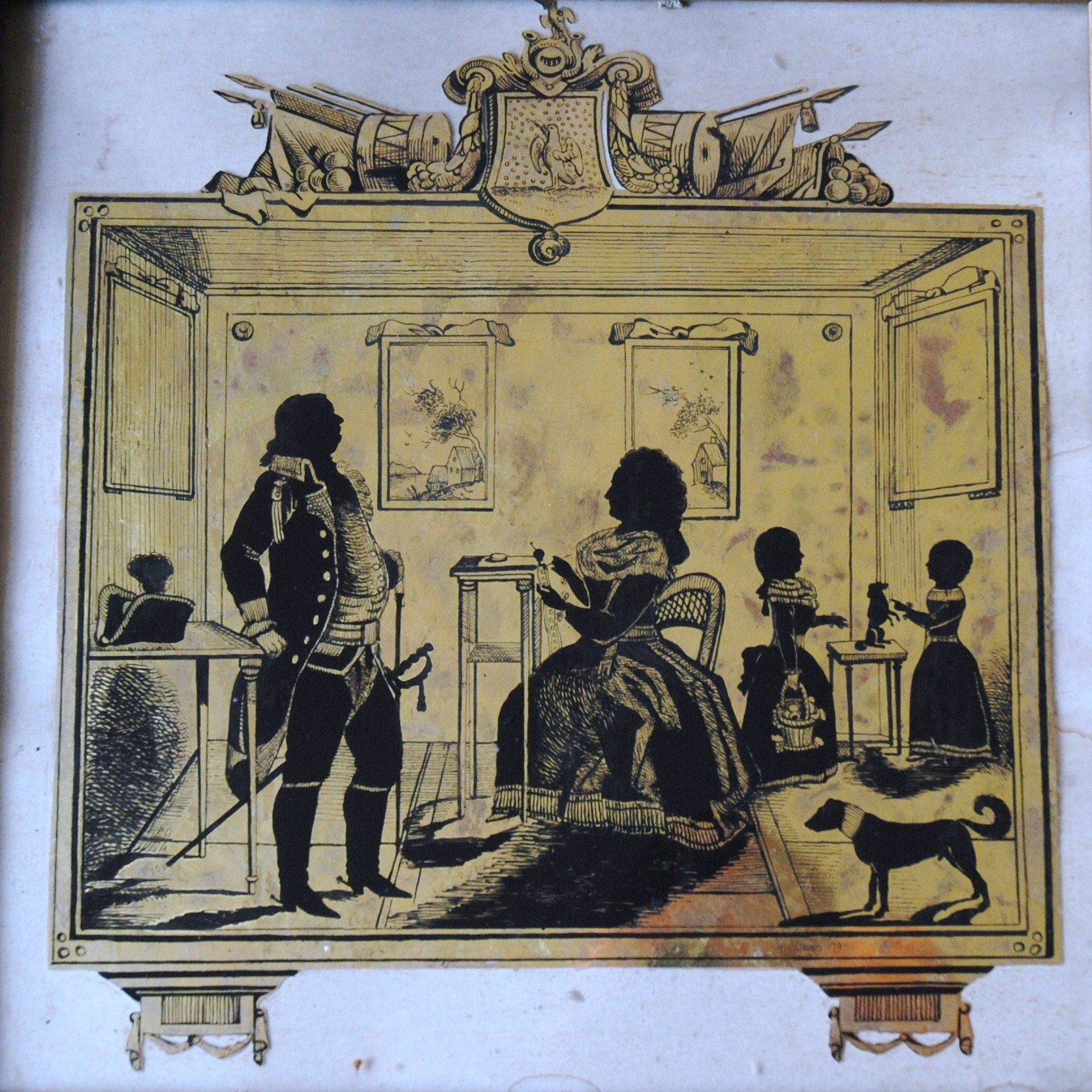
Плакетка с портретами членов семьи Эбингер. Конец XVIII в. Техника эгломизе. Частное собрание
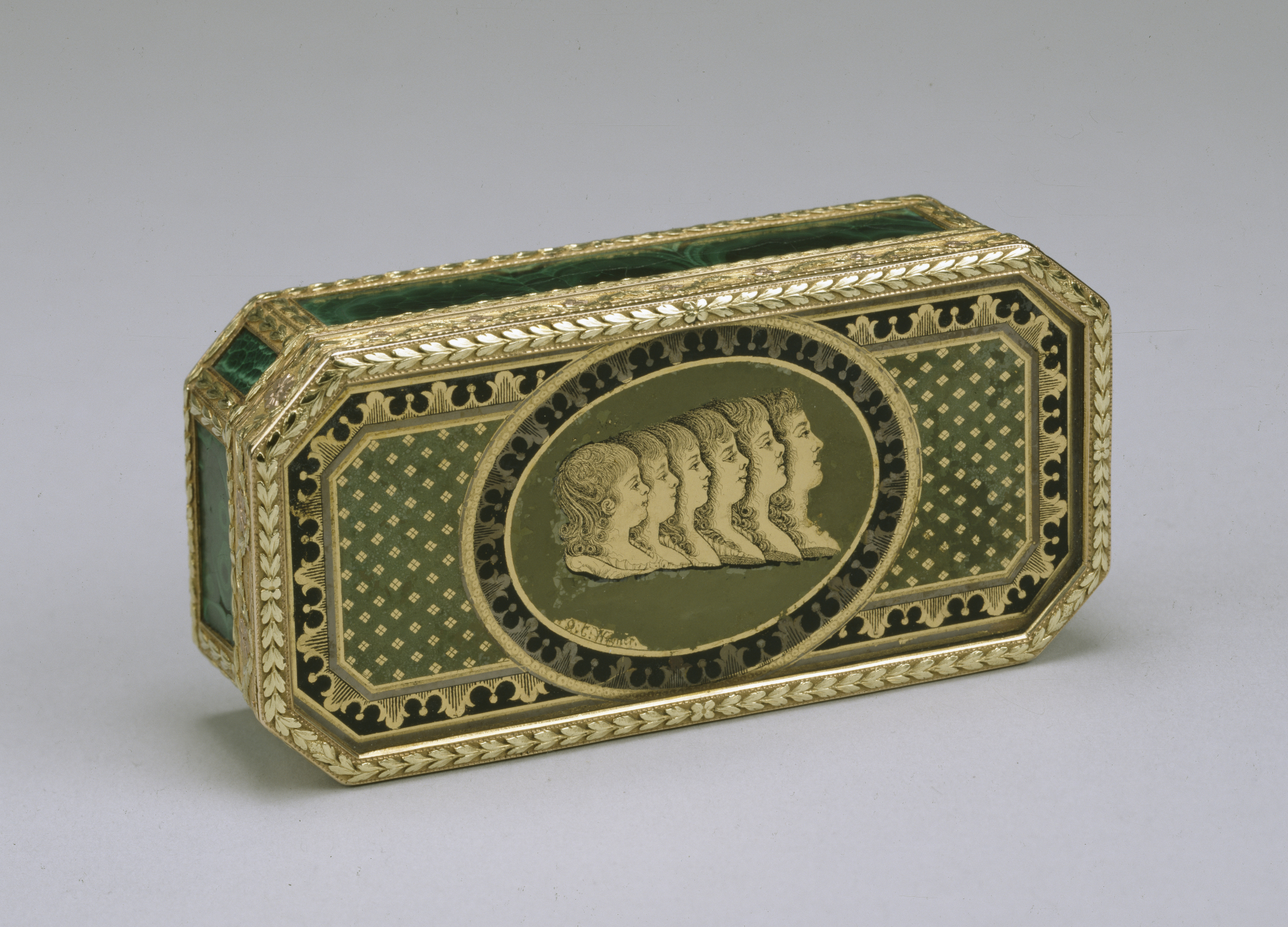
Д. Карс. Табакерка с профильными изображениями шести детей императора Павла I. Техника эгломизе. По миниатюре императрицы Марии Федоровны. 1790. Государственный Эрмитаж, Санкт-Петербург